# 봄이 오나 봄
《봄이 오나 봄》은 2019년 1월 23일부터 2019년 3월 21일까지 방영된 MBC 수목 미니시리즈이다.

## 줄거리
자신밖에 모르는 앵커와 가족에게 헌신하는 배우 출신 국회의원 사모님의 몸이 뒤바뀌면서 두 여인이 진정한 자아를 회복하는 판타지 코미디 드라마.

## 등장 인물

### 주요 인물
- 이유리 : 김보미(32세) 역 - MBS 방송국 9시 뉴스 앵커, 혜라의 친딸
- 엄지원 : 이봄(42세) 역 - 은퇴한 톱배우, 시원의 어머니, 스프링문화재단 재단이사장 윤철의 아내
- 이종혁 : 이형석(39세) 역 - MBS 방송국 보도국 9시 뉴스 팀장
- 최병모 : 박윤철(45세) 역 - 이봄의 남편, 현재 국회의원 서진의 내연남

### 천사의 집
- 안세하 : 허봄삼(32세) 역 - 김보미의 보육원 동기, 봄스전파사 대표
- 김남희 : 허봄일(32세) 역 - 김보미의 보육원 동기
- 오영실 : 안젤리나(52세) 역 (특별출연) - 수녀, 허봄일, 허봄삼, 김보미가 함께 자란 보육원 선생님

### MBS 방송사
- 정한헌 : 윤영후(55세) 역 - 사장
- 김정팔 : 김 국장(50세) 역 - 보도국장
- 미람 : 천수현(31세) 역 - 보도국 주말뉴스 앵커

### 주변 인물
- 김광규 : 방광규(45세) 역 - 엔터방 대표, 이봄의 배우 시절 로드매니저
- 손은서 : 최서진(35세) 역 - 이봄의 비서 겸 집사, 스프링 문화재단 실장, 박윤철의 내연녀
- 이서연 : 박시원(15세) 역 - 이봄의 딸, 중학교 2학년
- 미상 : 유영희(65세) 역 - 이봄의 어머니
- 유정우 : 제임수(20세) 역 - 엔터방 소속 1호 배우
- 허태희 : 윤진우(33세) 역 - MBS 방송국 사장의 조카
- 금채안 : 김유리 역 - 김보미의 동생
- 사강 : 사장(38세) 역 (특별출연) - 만화방 사장
- 허진 : 공말심(70세) 역 - 박윤철의 어머니, 이봄의 시어머니
- 강문영 : 김혜라(52세) 역 - 김보미의 친모
- 카슨 : 아나스타샤 역 - 미국에서 온 봄일 전 여자 친구

### 그 외 인물
- 박수민 : 옆 작가 역
- 윤여학
- 고한민
- 김윤주
- 명석근
- 전민협
- 하경민
- 김성현 : 제임수 역
- 배유리 : 김마리 기자 역
- 권용식
- 고태진
- 최교식 : 택시기사 역
- 최슬기 : 여고생 역
- 전은미: 요양원 직원 역
- 김윤주 : 연민정 작가 역

## 시청률
최저 시청률과 최고 시청률은 시청률 조사회사와 지역별로 시청률에 차이가 있을 수 있습니다.
| 2019년 | 2019년   | 2019년         | 2019년       |
| 회차   | 방송일   | AGB 시청률     | AGB 시청률   |
| 회차   | 방송일   | 대한민국(전국) | 서울(수도권) |
| ------ | -------- | -------------- | ------------ |
| 제1회  | 1월 23일 | 2.2%           | 2.1%         |
| 제2회  | 1월 23일 | 2.2%           | 2.2%         |
| 제3회  | 1월 24일 | 1.5%           | 1.7%         |
| 제4회  | 1월 24일 | 1.9%           | 2.1%         |
| 제5회  | 1월 30일 | 2.5%           | 2.7%         |
| 제6회  | 1월 30일 | 2.4%           | 2.7%         |
| 제7회  | 1월 31일 | 1.7%           | 1.9%         |
| 제8회  | 1월 31일 | 2.4%           | 2.9%         |
| 제9회  | 2월 7일  | 1.9%           | 2.3%         |
| 제10회 | 2월 7일  | 2.0%           | 2.3%         |
| 제11회 | 2월 13일 | 2.0%           | 2.4%         |
| 제12회 | 2월 13일 | 2.4%           | 2.8%         |
| 제13회 | 2월 14일 | 2.0%           | 2.4%         |
| 제14회 | 2월 14일 | 2.1%           | 2.6%         |
| 제15회 | 2월 20일 | 2.0%           | 2.4%         |
| 제16회 | 2월 20일 | 2.4%           | 2.7%         |
| 제17회 | 2월 21일 | 2.1%           | 2.5%         |
| 제18회 | 2월 21일 | 2.4%           | 2.7%         |
| 제19회 | 2월 28일 | 2.6%           | 3.3%         |
| 제20회 | 2월 28일 | 3.0%           | 3.5%         |
| 제21회 | 3월 6일  | 2.9%           | 3.3%         |
| 제22회 | 3월 6일  | 3.3%           | 3.7%         |
| 제23회 | 3월 7일  | 2.7%           | 3.5%         |
| 제24회 | 3월 7일  | 3.0%           | 3.8%         |
| 제25회 | 3월 13일 | 2.8%           | 3.2%         |
| 제26회 | 3월 13일 | 3.2%           | 3.7%         |
| 제27회 | 3월 14일 | 2.0%           | 2.2%         |
| 제28회 | 3월 14일 | 2.2%           | 2.5%         |
| 제29회 | 3월 20일 | 3.6%           | 4.4%         |
| 제30회 | 3월 20일 | 4.3%           | 5.3%         |
| 제31회 | 3월 21일 | 3.0%           | 3.7%         |
| 제32회 | 3월 21일 | 3.5%           | 4.0%         |

## 결방 사유 및 편성 변경
- 2019년 2월 6일 : 설 특선영화 《1987》 방송으로 인한 결방
- 2019년 2월 27일 : 북미정상회담 방송으로 인한 결방

## 동시간대 드라마
- KBS 수목드라마

《왜그래 풍상씨》 (2019년 1월 9일 ~ 2019년 3월 14일)
《닥터 프리즈너》 (2019년 3월 20일 ~ 2019년 5월 9일)
- SBS 수목드라마

《황후의 품격》 (2018년 11월 21일 ~ 2019년 2월 21일)
《빅이슈》 (2019년 3월 6일 ~ 2019년 5월 2일)

## 같이 보기
- 2019년 대한민국의 텔레비전 드라마 목록
- 대한민국의 텔레비전 드라마 목록 (ㅂ)